# 青墓村
青墓村（あおはかむら）は、かつて岐阜県不破郡に存在した村である。
現在の大垣市北西部に該当する。
かつての東山道青墓宿が存在した地である。また、古墳が多い地域であり、奈良時代には国分寺が建立されるなど、かつての美濃国の中心地といえる。

## 沿革
- 江戸時代、大垣藩領、尾張藩領、天領の混在地であった。
- 1897年（明治30年）4月1日 - 青墓村、青野村、榎戸村、矢道村、昼飯村が合併し、青墓村となる。
- 1954年（昭和29年）9月1日 - 不破郡赤坂町と合併し、赤坂町となる。同日、青墓村廃止。

## 交通機関
- 西濃鉄道昼飯線（貨物専用線）

## 学校
- 青墓村立青墓小学校（現・大垣市立青墓小学校）
- 不破郡赤坂町青墓村学校組合立赤坂中学校（現・大垣市立赤坂中学校）

## 名所
- 美濃国分寺
  - 美濃国分寺跡
- 円興寺
- 白鬚神社
- 昼飯大塚古墳
- 長塚古墳